# Chatroulette
Chatroulette er en webside som baserer sig på webkamera-chat med Adobe Flash. Sidens koncept er at brugerne bliver direkte koblet sammen med en anden tilfældig bruger som også benytter sig af programmet. Man kan når som helst vælge at forlade den videobaserede samtale og starte en ny samtale med en tilfældig person. At blive hægtet af en samtale omtales som at blive «nexted». 
Chatroulette blev startet i november 2009 af en 17 år gammel student fra Moskva Andreij Ternovskij. Chatroulettes popularitet gjorde at det i februar 2010 blev omtalt i flere aviser og tv-programmer.
Der er også blevet lanceret en version så man kan spore dem man har samtalen med.
Navnet opstod da han så The Deer Hunter hvor fangerne blev tvunget til at spille russisk roulette.
I år 2009 fandt man ud af, at der var ca. 89 % drenge, og 11 % piger, og ud af dem var 17 % ældre og 83 % unge mennesker som var på Chatroulette.